# Dexter Darden
Dexter Darden es un actor estadounidense. Entre sus papeles se encuentra el de Walter Hill en el musical Joyful Noise (2012) y el de sartén en las películas de Maze Runner, basadas en las novelas de James Dashner. En 2008 interpretó a Chester en el telefilme de Disney Channel Minutemen.

## Filmografía

### Cine
| Año  | Título original                | Papel          |
| ---- | ------------------------------ | -------------- |
| 2008 | Cadillac Records               |                |
| 2010 | Standing Ovation               | Emcee          |
| 2012 | Joyful Noise                   | Walter Hill    |
| 2013 | Geography Club                 | Jared          |
| 2014 | The Maze Runner                | Frypan         |
| 2015 | Maze Runner: The Scorch Trials | Frypan         |
| 2018 | Maze Runner: The Death Cure    | Frypan         |
| 2018 | Burden                         | Kelvin Kennedy |
| 2020 | Son of the South               | John Lewis     |
| 2020 | The Binge                      | Hags           |

### Televisión
| Año  | Título original   | Papel    | Notas                        |
| ---- | ----------------- | -------- | ---------------------------- |
| 2008 | Minutemen         | Chester  | Película para televisión     |
| 2010 | Victorious        | Nate     | Los Sobrevivientes del Calor |
| 2012 | Strawberry Summer | Noah     | Película para televisión     |
| 2016 | Hell's Kitchen    | Él mismo | Episodio: "17 Chefs Compete" |
| 2016 | Making Moves      | Noah     | Serie web series;9 capítulos |
| 2020 | Saved by the Bell | Devante  | Papel principal              |